# Vilâyet Edirne

Das Vilâyet Adrianopel um 1878

Das Vilâyet Edirne (osmanisch ولايت ادرنه İA Vilāyet-i Edirne,) war ein Vilâyet (Provinz) des Osmanischen Reiches.
Edirne wurde im Jahr 1361 oder nach 1366 von den Osmanen erobert und war bis zur Eroberung Konstantinopels Hauptstadt des Osmanischen Reiches. Zeitweise war Edirne auch Residenz des Statthalters des Eyalets Rumeli. Die Stadt selbst gehörte bis 1826 als Krondomäne keiner Provinz an und stand unter der Verwaltung eines Kadı, später eines Bostancıbaşı. Danach gehörte sie zum Sandschak Çirmen (heute: Ormenio), dessen Hauptstadt Edirne 1829 wurde. Spätestens 1846 wurde dann das Eyâlet Edirne gegründet, das 1865/66 zum Vilâyet Edirne wurde. Dieses Vilâyet umfasste Gebiete in Ostthrakien im heutigen europäischen Teil der Türkei, insbesondere auch den heutigen Vorortbereich von Istanbul, sowie den östlichen Teil Nordgriechenlands und den südlichen Rand Südbulgariens, bis zum Russisch-Osmanischen Krieg (1877–1878) auch große Teile Südbulgariens. Der Gebietsstand schwankte auch im Übrigen. Bis zum Ersten Weltkrieg gingen so gut wie alle Gebiete außerhalb der heutigen Grenzen der Türkei verloren. Die Stadt Edirne (früher Adrianopel) war die Hauptstadt des Vilayets.
Das Vilâyet war in diverse Sandschaks unterteilt, deren Bestand, deren Benennung und deren Grenzen während des Bestehens des Vilâyets vielen Veränderungen unterworfen waren. Diese Sandschaks waren:
- Edirne (Paşa sancağı), unter Direktverwaltung des Vali, der Vorläufer der heutigen Provinz Edirne
- Filibe (Plowdiw), fiel 1878 an das autonome Vilâyet Ostrumelien
- İslimiye (Sliwen), kam 1854 vom Eyâlet Vidin zu Edirne und ging 1878 an Ostrumelien
- Sofya (Sofia) 1877/1878 kurzzeitig Sandschak von Edirne. Dann wurde Sofia Hauptstadt des Fürstentums Bulgarien.
- Zağra-ı Atık (Stara Sagora), bestand 1851–1855 und 1857–1865
- Silivri, wurde 1846 gebildet und 1851 aufgehoben und bestand danach wieder 1853–1855 und mit dem Hauptort Küçükçekmece 1857–1865.
- Vize, wurde 1846 vom Eyâlet Silistra abgetrennt und Edirne zugeordnet, ab 1849 unter Verlegung des Hauptortes in Tekfürtağı (Tekirdağ) umbenannt. Es ist der Vorläufer der heutigen Provinz Tekirdağ.
- Kırkkilise (Kırklareli). Der früher bereits bestehende Sandschak wurde 1878 aus Teilen der Sandschaks Edirne und Tekfürtağı neu gebildet und dabei Vize diesen neuen Sandschak zugeschlagen. Er ist Vorläufer der heutigen Provinz Kırklareli.
- Kaza-ı Erbaa mit dem Hauptort Terkos (heute Durusu). Der Sandschak wurde 1852 gebildet und 1866 aufgelöst. Er wurde 1870 unter dem Namen Çekmece (mit dem Hauptort Büyükçekmece) neu gebildet 1872 aber abgetrennt und dem Vilâyet Istanbul zugeschlagen. Ab 1878 trug er den Namen Çatalca[5].
- Gelibolu. Der Sandschak wurde 1846 vom Eyâlet Cezâyir-i Bahr-i Sefîd abgetrennt und dem Eyâlet Edirne zugeteilt.
- Dimetoka (Didymoticho). Der Sandschak wurde 1879 aus Teilen des Sandschaks Edirne neu gebildet und 1884 unter Umbenennung des Sandschaks der Hauptort nach Dedeağaç (Alexandroupoli) verlegt. Später wurde die Stadt Dimetoka wieder Teil des Sandschaks von Edirne.
- Gümülcine (Komotini). Der Sandschak wurde 1879 gebildet. Nach den Balkankriegen fiel das Gebiet 1913 an Bulgarien.

Nach Edirne, das im Jahre 1905 über 80.000 Einwohner hatte, waren die wichtigsten Städte Rodosto (35.000), Gelibolu (25.000), Kırkkilise (16.000), İskeçe (14.000), Çorlu (11.500), Dimotika (10.000), Enos (8.000), Gümülcine (8.000) und Dedeağaç (3.000). Im Osten grenzte die Provinz an das Vilâyet Istanbul, das Schwarze Meer und an das Marmarameer, im Westen an das Vilâyet Saloniki, im Norden an Bulgarien und im Süden an die Ägäis.
Noch im Jahre 1914 nach dem Zweiten Balkankrieg und der Vertreibung der thrakischen Bulgaren waren 306.411 Einwohner im Vilâyet Edirne Muslime, 1914, 224.680 Griechen, 19.773 Armenier und 22.525 Juden.

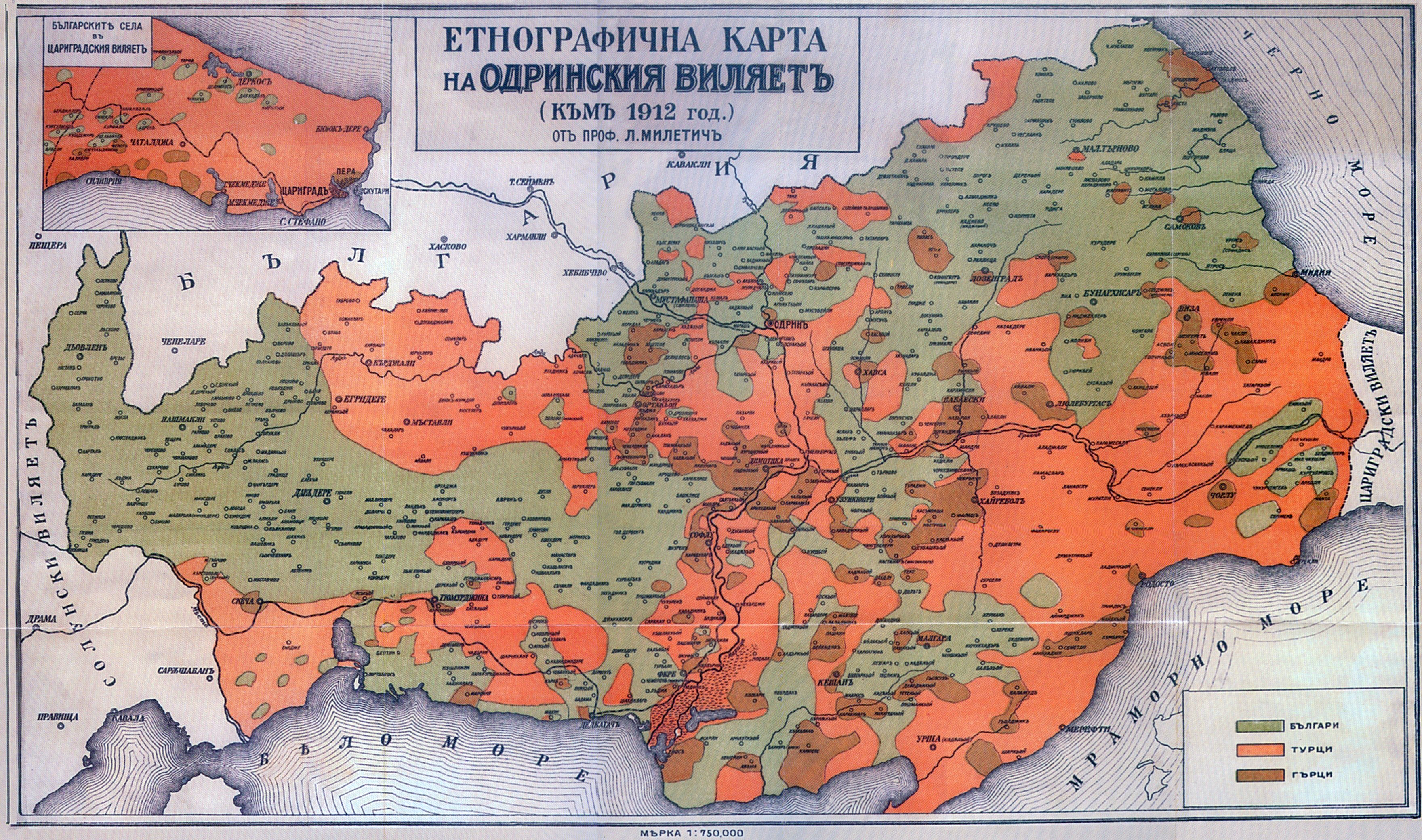
Karte der Völker des Vilâyets Edirne im Jahre 1912, vor der Vertreibung und Ermordung thrakischer Bulgaren 1913: Die Gebiete mit bulgarischer Mehrheit waren in grün, türkisch - rot und griechisch - braun